# فيكتور سالازار (رجل أعمال)
فيكتور سالازار (بالإنجليزية: Victor Salazar)‏ هو شخصية أعمال أمريكي، ولد في 12 فبراير 1911، وتوفي في 12 أكتوبر 1985.